# Joachim Godsche von Levetzau
Joachim Godsche von Levetzau (født 15. juni 1782 på Ladegårdsøen ved Christiania, død 7. november 1859 i København) var en dansk diplomat, embedsmand, overhofmarskal og amtmand.
Han var søn af gehejmeråd Albrecht Philip von Levetzau og Christiane Frederikke f. komtesse Wedell-Wedellsborg, fødtes 15. juni 1782 på Ladegårdsøen ved Christiania, hvor faderen dengang boede som amtmand over Akershus Amt. Sin opdragelse og første uddannelse fik han i sin faders hus, men sendtes 1799 til gymnasiet i Göttingen, hvor han forblev til foråret 1801. Ved dette tidspunkt udbrød fjendtlighederne med England, og da han i sit 8. år var blevet indskrevet som fænrik ved 3. jyske Infanteriregiment og 1798 var blevet karakteriseret sekondløjtnant, meldte han sig til tjeneste ved regimentet, og dette gentog sig i året 1803, da den bataljon, til hvilken han henhørte, atter blev sat på krigsfod. I det mellemliggende tidsrum havde han overværet forelæsninger ved universitetet i Kiel over de fag, som kunne være nyttige for en diplomatisk uddannelse, udnævntes 1803 til legationssekretær ved det danske gesandtskab i Berlin og samme år til fungerende chargé d'affaires i Hamborg. 
Under de franskes besættelse af denne by havde han lejlighed til at komme i forbindelse med flere franske hærførere, deriblandt Fyrsten af Pontecorvo, hvilken satte så megen pris på ham, at fyrsten, da han i året 1808 blev stillet i spidsen for et fransk hærkorps, som i fællesskab med danske tropper skulle udføre en ekspedition mod Sverige, for den danske regering udtalte ønsket om, at Levetzau måtte ledsage ham som mellemled lige over for de danske myndigheder, hvorefter Levetzau udnævntes til dansk generalkommissær ved de Pontecorvo underlagte tropper, hvilket vanskelige Hverv Levetzau varetog til begge parters tilfredshed indtil 1809, da Pontecorvo forlod de danske stater. Fra 1810-12 fungerede Levetzau som legationssekretær, til dels som chargé d'affaires, ved hoffet i Wien, men trådte derefter ud af den diplomatiske løbebane for at adjungeres sin fader, dengang landdrost i Pinneberg; udnævntes 1818 efter faderens død til amtmand i Flensborg, blev 1820 amtmand over Steinburg Amt og var derefter guvernør over Hertugdømmet Lauenburg fra 1834-36.
Efter i nogle år at have levet i Plön som privatmand blev han ved tronskiftet 1839 udnævnt til ceremonimester ved kong Christian VIII's hof og tillige til chef for Det Kongelige Teater. 28. juni 1842 udnævntes han til hofmarskal, og i september samme år overdroges det ham, som en følge af overhofmarskal Christian Ove von Haxthausens død, at forestå Overhofmarskallatet, hvormed tillige fulgte overbestyrelsen for de konglige museer samt Mønt- og Medaillekabinettet. Året efter blev han æresmedlem af Det Kongelige Akademi for de Skønne Kunster. 1845 udnævntes han til overhofmarskal og overgik i samme egenskab til kong Frederik VII's hof ved tronskiftet 1848, men på grund af de nye statsforfatningsforhold ophørte han 1849 at være chef for Det Kongelige Teater og Kapel, hvorimod han, som overdirektør under vedkommende ministerier, overtog bestyrelsen af museerne og kunstsamlingerne samt de konglige haver, hvilke institutioner han umiddelbart som chef havde forestået i en række år. I tidsrummet imellem 1848 og hans død overdroges der ham forskellige missioner til fremmede hoffer, blandt hvilke hans sendelse i foråret 1848 til Skt. Petersborg fik større betydning og rækkevidde, i det han ved den lejlighed bevirkede zar Nikolaj I's kendte note til Berlinerhoffet, som havde general Wrangels og de tyske troppers fjernelse fra Jylland til følge. Levetzau døde i København 7. november 1859.
Han var i året 1818 blevet gift med Charlotte von Stolle, datter af gehejmeråd, kammerherre og hofjægermester Johan Wilhelm von Stolle og Hedevig Magdalene f. von Ahlefeldt, men han blev enkemand allerede 1822. Af naturen var han vel udrustet til at beklæde en høj og indflydelsesrig stilling; som overhofmarskal var han højt anset både i ind- og i udlandet; hans repræsentation, anstand og værdighed, hans korrekte konversation i fremmede sprog, hans smukke holdning og takt var erkendte af alle, og man fortæller, at en fremmed monark har betegnet ham som "un des derniers grands seigneurs de l'Europe" (en af de sidste store herrer i Europa). Han blev kammerherre 1815, Kommandør af Dannebrog 1836 og Storkors 1840.